# 2010년 동계 올림픽
2010년 동계 올림픽(영어: 2010 Winter Olympics, XXI Olympic Winter Games, 프랑스어: Jeux olympiques d'hiver de 2010)은 2010년 2월 12일부터 2010년 2월 28일까지 캐나다 브리티시컬럼비아주의 밴쿠버와 휘슬러에서 개최된 동계 올림픽이다. 동계 올림픽으로는 21번째로 열린 대회이다. 2010년 동계 올림픽과 2010년 동계 패럴림픽은 밴쿠버올림픽조직위원회(VANOC)에서 주관하였다.
2010년 동계 올림픽은 캐나다가 세 번째로 올림픽을 개최하는 대회이며, 브리티시컬럼비아에서는 첫 번째로 열렸다. 그 전에 캐나다에서는 1976년 하계 올림픽을 몬트리올에서, 1988년 동계 올림픽을 캘거리에서 열었다. 이 대회는 또한 NHL 리그가 선수들로 하여금 1998년 동계 올림픽을 출전할 수 있도록 한 이래로 NHL 리그가 있는 곳에서 열린 최초의 대회가 되었다.
관례상 밴쿠버의 시장인 샘 설리반이 2006년 동계 올림픽 폐막식 때 올림픽기를 받았다. 이 기는 2006년 2월 28일 특별한 행사를 통해서 올림픽 개최식 전까지 밴쿠버 시청에 전시됐다. 이 행사는 캐나다 총독인 미카엘 장에 의해 공식적으로 거행되었다.

## 개최 도시 선정

### 캐나다의 후보 도시 선정
캐나다올림픽위원회(COA)는 밴쿠버, 퀘벡(2002년 동계 올림픽개최 실패후 재도전), 캘거리(1988년 동계 올림픽개최지) 중 밴쿠버를 후보지로 선정하였다. 1차 선거는 1998년 11월 21일에 열렸으며 밴쿠버-휘슬러가 26표를 얻었으며 퀘벡은 25표, 캘거리는 21표를 얻었다. 1998년 12월 3일에는 최종선거를 실시했으며 세 도시 중 가장 많은 표를 얻은 상위 두 도시가 후보에 올랐다. 그 결과 밴쿠버는 40표, 퀘벡은 32표를 얻어서 밴쿠버가 후보지로 선정되었다.
| 2010년 동계 올림픽 캐나다 국내 후보지 선정 | 2010년 동계 올림픽 캐나다 국내 후보지 선정 | 2010년 동계 올림픽 캐나다 국내 후보지 선정 | 2010년 동계 올림픽 캐나다 국내 후보지 선정 |
| 후보 도시                                  | 1차                                        | 2차                                        |                                            |
| ------------------------------------------ | ------------------------------------------ | ------------------------------------------ | ------------------------------------------ |
| 밴쿠버                                     | 26                                         | 40                                         |                                            |
| 퀘벡                                       | 25                                         | 32                                         |                                            |
| 캘거리                                     | 21                                         | -                                          |                                            |

### 대한민국의 후보 도시 선정
대한올림픽위원회(KOC)는 무주와 평창의 개최 후보 도시 중 평창을 개최 후보 도시로 선정하였다. 두 도시의 개최 후보 도시 경쟁은 2000년 10월부터 시작되었다. 강원도가 평창을 후보지로 앞세워 2010년 동계 올림픽 유치를 선언하자, 전라북도에서도 1997년 동계 유니버시아드의 개최지인 무주를 후보지로 앞세워 유치를 선언하였다. 지역적 대립 양상을 보이던 유지 후보 선정 과정이 2001년 11월 16일에 대한올림픽위원회에서 두 후보지를 공동 개최지로 결정하여 대립이 마무리 되는 듯 하였으나, 국제스키연맹이 무주에 대해 실사하여 부적격 판정을 하자 두 지역간의 대립 끝에 결국 2002년 1월 9일 대한올림픽위원회 임시위원회에서 평창을 주 개최지로 선정하였다. 그 후, 전라북도와 강원도, 그리고 대한올림픽위원회가 2014년 동계 올림픽 후보지 선정 과정까지 무주가 국제 시설기준을 충족하는 것을 전제로 하여, 2010년 동계올림픽 유치 도시는 무주가 평창에 양보하고, 그 대신 2014년 단독 유치 신청은 우선권을 갖는다는 합의문을 작성하여, 이 내용을 바탕으로 2010년 5월 25일에 대한올림픽위원회 제7차 상임위원회에서 평창의 단독 유치안을 통과하면서 2010년 동계 올림픽의 대한민국의 후보 도시는 평창으로 선정되었고, 2014년 동계 올림픽에서는 무주의 단독 유치 우선권을 인정하였다.

### 최종 개최지 선정
2002년 동계 올림픽 유치에서 이른바, 솔트레이크 뇌물 파동이 일어난 후에(그로 인해, 퀘벡은 개최 실패로 인한 보상금으로 800만 캐나다 달러를 요구함.) 1999년에 올림픽 개최지 선정 방식에 큰 변화가 일어났다. IOC는 2002년 10월 24일에 평가단을 만들었다. 2008년 하계 올림픽을 개최지 선정 이전에는 후보 도시가 평가단을 직접 맞이하고, 그 도시에 대한 관광을 하며, 선물 또한 제공하는 경우가 다반사였다. 태만함과 투명성의 부족은 종종 투표에 있어서 돈을 요구했다는 주장이 나왔다. 그 후, 올림픽 개최지 선정은 더욱 엄격히 실시하게 했으며, 후보지의 기술적인 측면을 더욱 면밀히 보게되었다. 평가단은 후보지에 대해서 조사하며 IOC에게 정보를 제공해야한다. 세 후보도시로부터 입후보파일을 2003년 1월에 받았으며 최종리포트가 제출된 2003년 3월 이전에 면밀히 관찰했다.
밴쿠버 주민들은 투표를 요청했으며 비록 밴쿠버 전 지역에 걸쳐서 기본 시설을 재설치해야 했지만, 64%가 지지했다. 투표는 벤쿠버에서만 열렸다.
밴쿠버는 2003년 7월 2일, 체코의 프라하에서 열린 제115차 IOC 총회에서 개최지로 선정되었다. 투표 결과는 IOC 위원장인 자크 로게가 발표했다. 밴쿠버의 경쟁 도시는 평창과 잘츠부르크였다. 1차투표에서는 평창이 가장 많은 표를 받았으나, 과반수 이상의 표를 받지 못했으며, 가장 적은 표를 받은 잘츠부르크는 떨어졌다. 결선 투표에서 밴쿠버는 56표를 받으며 1차 투표(51표)보다 2표 더 많은 53표를 받은 평창을 제치고 개최지로 선정되었다. 밴쿠버의 승리는 토론토가 베이징에 2008년 하계 올림픽 투표에서 완패를 당한 지 불과 2년 후이다.
| “ | The International Olympic Committee has the honor of the announcing that the 21st Olympic Winter Games in 2010 are awarded to the city of 'Vancouver'. (국제올림픽위원회는 2010년에 열리는 제 21회 동계 올림픽 개최지로 '밴쿠버'를 발표해서 영광입니다.) | ” |
|   | — 자크 로게, 제115차 IOC총회 |   |

| 후보 도시  | NOC        | 1차 투표 | 2차 투표 |
| 밴쿠버     | 캐나다     | 40       | 56       |
| 평창       | 대한민국   | 51       | 53       |
| 잘츠부르크 | 오스트리아 | 16       |          |

## 준비 과정
자원봉사자 신청은 2008년 2월 12일부터 시작됐으며 25,000명이 자원봉사자로 뽑혔다. 티켓 발매는 2008년 10월 3일부터 시작되었다.
2009년 2월 12일, 올림픽 개막 D-365 카운트다운 행사가 열렸다. 이 날 성화 점화 행사가 열렸고 성화 봉송자의 유니폼이 세간에 공개됐다. 자크 로게 IOC 위원장은 이 날 연설에서 "지구상의 모든 국가가 이번 올림픽에 참가해서 밴쿠버에 와줬으면 합니다."라고 했다.
보안쪽 예산은 당초 예상했던 1억 7500만달러보다 높은 9억달러가 책정되었다.

### 공사

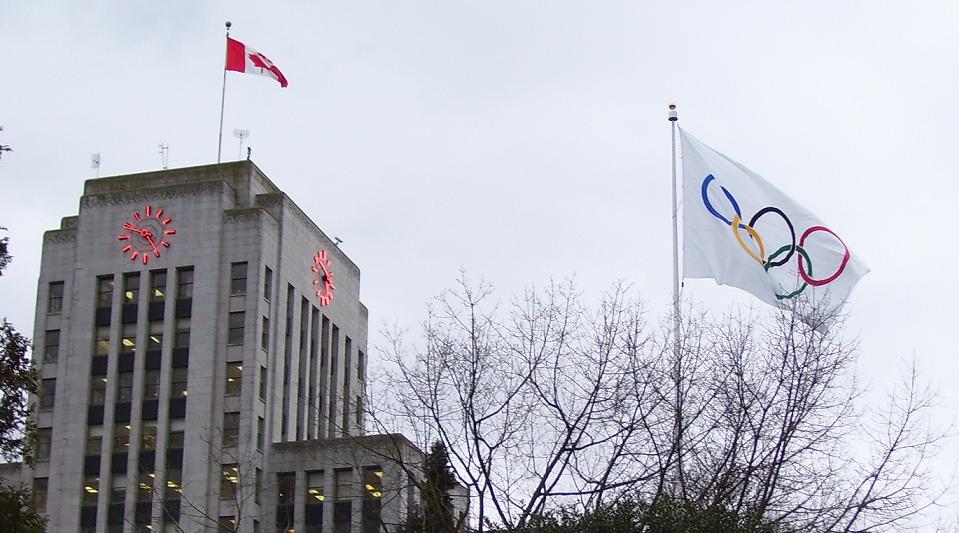
밴쿠버시 광장에서 펄럭이는 올림픽기.

밴쿠버가 동계 올림픽 개최권을 따낸뒤 처음으로 부딪힌 일은 시설 건설을 위한 기금 조성이었다. VANOC는 우선 시설 건설을 위해 연방정부와 주정부로부터 50 대 50의 지원을 받아냈다. 뒤늦게 기업이나 시설로부터 기부와 스폰서를 따내기 시작했다. 몇몇 지원은 세계적인 시설을 갖출만큼 열정적이기도 했고 밴쿠버의 부동산붐이 시작되기 이전에 이미 1986년 엑스포 유치 도시의 자격으로 얻기도 했다.
이 확장은 주정부에 책임이 있지 VANOC에 책임이 있는 것은 아니었다. 밴쿠버 시내에서 리치먼드와 밴쿠버 국제공항쪽으로 가는 캐나다 라인의 연장선 공사가 2009년 여름에 끝났고 동년 8월 17일에 정식으로 개통했다. 주정부는 Sea-to-Sky Highway고속도로가 개선된 지 10년이 지났고 인구 밀집 지대를 지나치지도 않지만 밴쿠버와 휘슬러 쪽의 통행개선을 위해 6억달러를 지원했다.
5억 8000만달러나 들었던 세 주요 시설의 공사도 이제 거의 끝나갔다. 컬링경기가 열릴 Hillcrest공원에는 4000만달러를 들어 완공되었다.
VANOC는 프리스타일 경기(에어리얼, 모굴, 스키 크로스)와 스노우보드 경기가 열릴 사이프레스 산에 1660만달러를 책정했다. 휘슬러에 선수촌을 건설하였고, 마찬가지로 휘슬러에 미디어센터도 건설하였다.
2004년부터 2010년 동계 올림픽에 들어갈 돈은 약 13억 5400만달러로 예상되었다. 2009년 중반부터는 17억 6000만달러가 들것으로 예상되었다. 이 자금은 대체로 스폰서와 중계권료에서 얻었으며 일부는 비정부조직에서 받은 것이다. 5억 8000만달러는 성금, 혹은 납세자에게서 받은 것으로, 밴쿠버와 휘슬러에 위치한 시설들의 신축이나 재건축에 이용된다. 2억달러는 보안에 책정될 예정이며 캐나다 왕립 기마 경찰(RCMP)이 주도한다. 이 수치는 약 10억달러로 예상되는데 원래 예상했던것보다 5배나 높은 수치이다.

### 시설
리치먼드 올림픽 오벌을 포함한 몇몇 시설은 해수면에 위치해있는데 동계 올림픽에서 극히 드문 예이다. 또한 2010년 경기는 동/하계 올림픽을 통틀어서 최초로 실내에서 개막식이 개최된다. 역대 동계 올림픽 개최지중 가장 유명한 도시인 밴쿠버는 그중 가장 따뜻한 도시이기도 하다. 올림픽이 열리는 2월의 평균기온이 4.8 °C (40.6 °F)이다.
개막식과 폐막식은 BC 플레이스 경기장에서 열린다. 밴쿠버에서는 퍼시픽 콜리세움, 밴쿠버 올림픽/패럴림픽 센터, UBC 윈터 스포츠 센터, 리치먼드 올림픽 오벌, 사이프레스 산에서 경기가 개최된다. GM 플레이스에서는 아이스 하키가 열릴 것으로 예상되었지만 스폰서에서 이 곳을 올림픽 경기장으로 인정하지 않았다. 이곳은 올림픽이 열리는 동안 캐나다 하키 플레이스로 명칭이 변경된다. 휘슬러에서는 휘슬러 블랙콤, 휘슬러 올림픽 공원, 휘슬러 슬라이딩 센터에서 경기가 개최된다.

### 마케팅

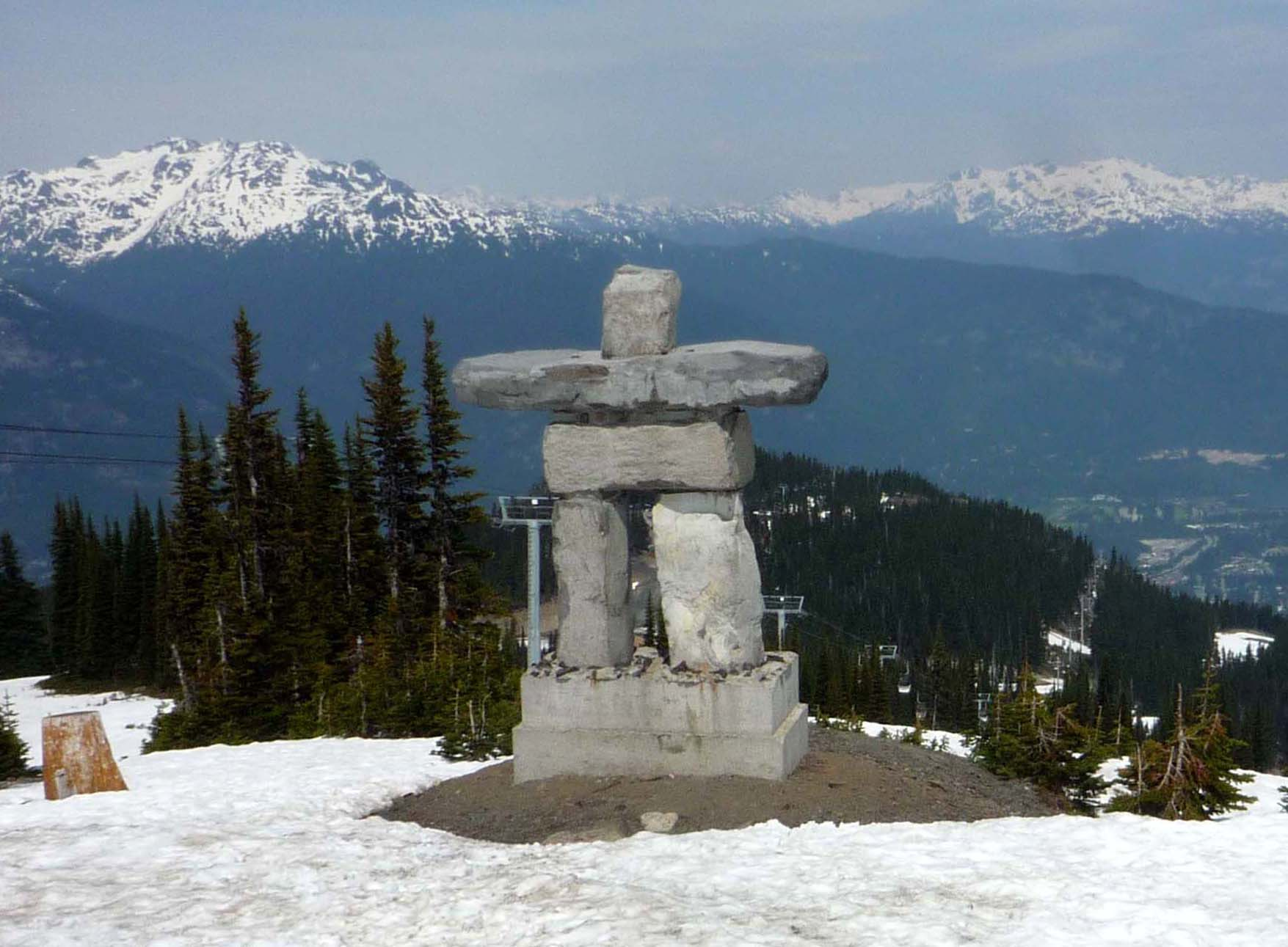
휘슬러산에 위치한 일라낙(밴쿠버 올림픽의 로고)

2010년 동계 올림픽 로고는 2005년 3월 23일 공개되었으며 명칭은 이눅슈크인 일라낙으로 결정되었다. 일라낙은 이누이트어로 '친구'를 의미한다. 로고는 이눅슈크(경계표나 이정표가 되는 바위)가 토대가 되었으며 1986년 엑스포의 북서지역전시관에 지어졌으며 끝난후에 밴쿠버시에 기부되었다. 이제는 잉글리시 베이 비치의 상징물이 되었다.
2010년 동계 올림픽과 패럴림픽의 마스코트는 2007년 11월 27일에 공개되었다.
공개후에 많은 사람들이 마스코트에 대해서 불쾌해했는데 왜냐하면 이것들은 밴쿠버의 소수 주민을 나타냈기 때문이다.
인디언들의 신화에서 유래되었는데 마스코트들은 다음과 같다.
- 미가 - 북극곰이며, 반은 범고래 반은 커모드 곰이다.
- 콰치 - 빅풋(bigfoot)이다.
- 수미 - 동물들의 수호정령으로 천둥새의 날개를 가지고, 아메리카흑곰의 다리를 가졌으며 범고래 모자를 썼다.
- 묵묵 - 밴쿠버섬에서 사는 마멋이다.

미가와 콰치는 올림픽 공식 마스코트이고 수미는 패럴림픽 공식 마스코트이다. 또한 묵묵은 비공식 마스코트이다.
캐나다 왕립 조폐국은 2010년 올림픽을 기념하기 위해 2010년 동계 올림픽 기념주화를 발행한다. 또한 CTV와 연합해서 시청자들에게 '캐나다 영광의 동계 올림픽 순간 Top10'을 투표하게 한다. 이 중 득표수가 많은 상위 3명은 기념주화에 들어갈 것이다.

### 방송
2010년 동계 올림픽은 수많은 방송국이 전 세계로 중계하였으며, 2010년 동계 올림픽의 중계권을 가진 방송사는 2012년 하계 올림픽 중계권까지 가지게 되었다.
중계권을 가진 방송사는 IOC가 구성한 OBSV(Olympic Broadcasting Services Vancouver,올림픽방송서비스 벤쿠버)이다. IOC가 새로 만든 '올림픽방송서비스'의 보조적으로 되었다. 2010년 동계 올림픽은 방송시설이 올림픽방송서비스(OBS, Olympic Broadcasting Services)가 처음으로 제공하는 대회이기도 했다.
2010년 동계 올림픽과 2012년 런던 올림픽 독점 중계료로 20억 달러 낸 미국 NBC는 중계 화면을 독자 제작하였다. SBS는 이번 올림픽에서 2월 20일 이후 열리는 쇼트트랙 경기와 김연아 선수의 피겨 스케이팅 경기에 소형 중계차 하나를 동원하였다. 경기 장면은 IOC가 제공하는 것을 쓰지만 객석의 응원단 모습, 경기를 마친 선수들 인터뷰 등을 전하기 위해서였다고 한다.
그러나 KBS와 MBC는 중계방송을 하지 않았고 뉴스 보도만 전하였다.

밴쿠버올림픽방송서비스위원회장은 프로듀서였으며 CBS 스포츠의 임원이었던 낸시 리(Nancy Lee)였다.

## 성화

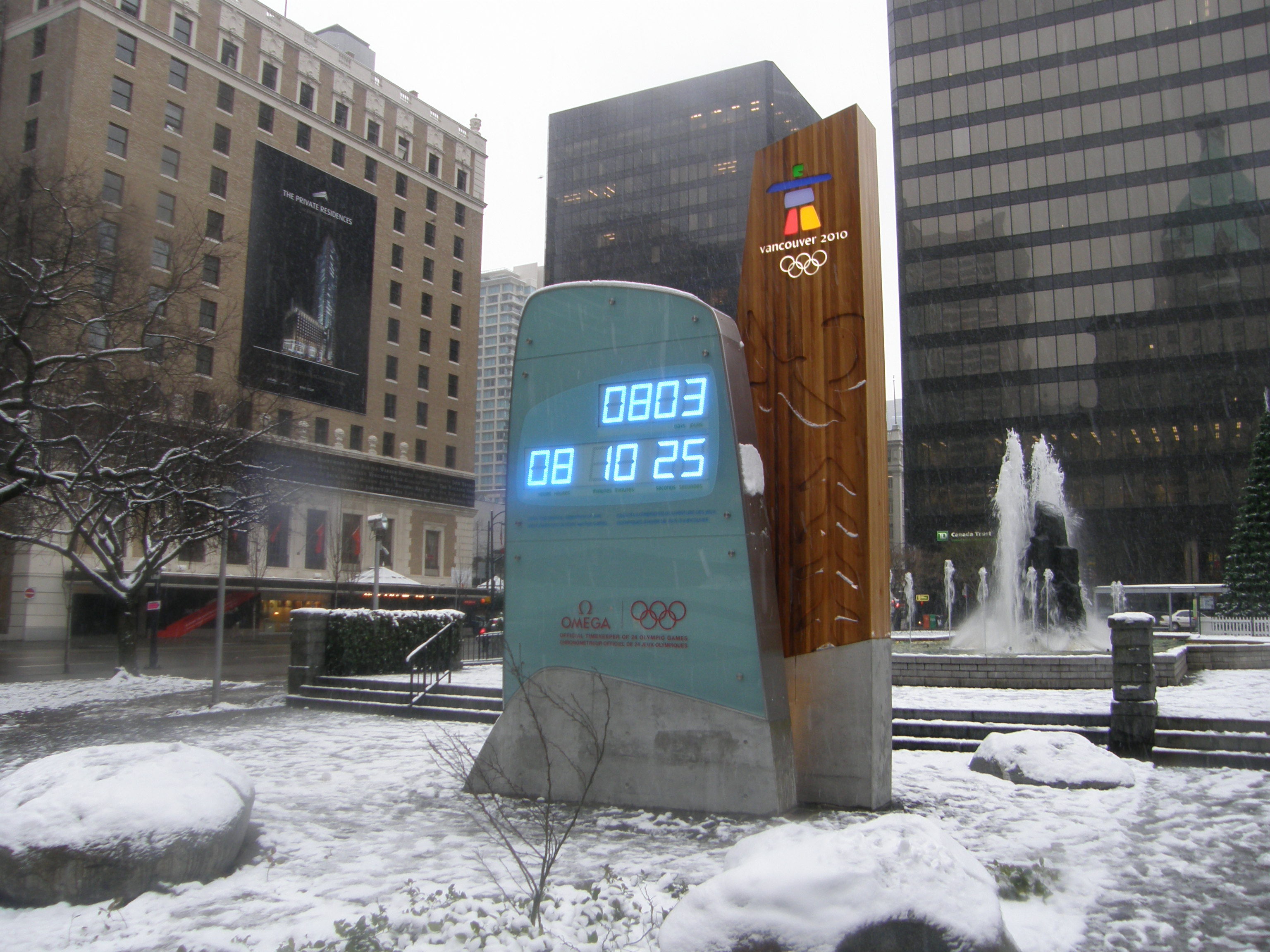
밴쿠버 시내에 있는 시계가 올림픽 개막 카운트다운을 하고 있는 모습.

올림픽 성화는 수천년전에 고대 올림픽 경기가 열렸던 그리스, 올림피아에서 성화가 채화되어서 올림픽 경기가 열리는 도시로 봉송된다. 성화는 개막식에 딱 맞춰서 경기장 내에 도착한다.
2010년 밴쿠버 동계 올림픽의 경우에는 성화를 2009년 10월 22일에 채화했다.
그리스에서 시작된 성화봉송은 캐나다 북쪽 지방의 북극을 지나서 서해안을 지난다음 밴쿠버에 도착하였다. 성화봉송은 브리티시컬럼비아의 주도인 빅토리아에서 긴 여정을 시작했다. 성화는 인종, 문화, 성별, 나이에 관계없이 수많은 캐나다인들에게서 도보, 개썰매, 스노우모빌, 말, 비행기, 이외에 캐나다인이라면 알만한 교통수단을 총동원해서 이동되었다. 이 성화봉송은 역대 동계 올림픽 성화 봉송 거리중 가장 길었으며, 밴쿠버까지의 도착을 위해 캐나다의 방방곡곡을 여행하였다.
2008년 5월 16일, 1억 5000만달러가 넘는 경기장 중축안이 발표되었다. 이 중축안에는 좌석교체, 화장실, 양도물과 새 지붕의 신축자재인 합성수지인 테플론의 교체가 포함되었다. 이 주요 중축은 두 번에 걸쳐서 진행되었다. 처음에는 좌석, 화장실, 양도물, VIP룸의 교체가 2010년 올림픽이 열리기 전에 마무리 되었다. 새 지붕의 교체는 2011년 후에 하는 것으로 제의되어 있다.

## 대회 진행

### 개막식
개막식은 2010년 2월 12일에 캐나다 브리티시컬럼비아주 밴쿠버에 있는 BC 플레이스에서 열렸다.

### 폐막식
폐막식은 2010년 2월 28일에 개막식과 마찬가지로 BC 플레이스에서 열렸다.

### 참가국
2010년 동계 올림픽에 참가한 국가는 총 82개국이었다. 이 대회에는 가나, 케이맨 제도, 콜롬비아, 몬테네그로, 파키스탄, 페루, 세르비아 7개국이 동계 올림픽에 처음으로 참가했다. 또한 2006년 토리노 동계 올림픽에 참가하지 않았던 모로코, 자메이카도 참가했다. 룩셈부르크는 원래 선수 2명이 출전 자격을 획득했으나 1명은 국가 올림픽 위원회에서 정한 기준에 미달한다는 이유 때문에 제외되었고 다른 1명은 부상으로 인해 불참했다.
조지아 선수단은 개막식에서 연습 도중에 사망한 루지 선수인 노다르 쿠마리타슈빌리를 추모하기 위해 조지아의 국기에 검은 리본을 달고 입장했다. 대한민국과 조선민주주의인민공화국은 2008년 하계 올림픽에 이어 이 대회에서도 남과 북이 따로 입장했다.

참가국이 표시된 지도

| 참가국 목록 | 참가국 목록 | 참가국 목록 | 참가국 목록 |
| --- | --- | --- | --- |
| \| - 알바니아 (1) - 알제리 (1) - 안도라 (6) - 아르헨티나 (7) - 아르메니아 (4) - 오스트레일리아 (40) - 아제르바이잔 (2) - 벨라루스 (51) - 벨기에 (8) - 버뮤다 (1) - 보스니아 헤르체고비나 (5) - 브라질 (5) - 캐나다 (206) (개최국) - 칠레 (3) - 중화인민공화국 (90) - 콜롬비아 (1) - 크로아티아 (19) - 키프로스 (2) - 체코 (92) - 덴마크 (18) \| - 에스토니아 (30) - 에티오피아 (1) - 핀란드 (95) - 프랑스 (108) - 조지아 (8) - 독일 (153) - 가나 (1) - 영국 (52) - 그리스 (7) - 홍콩 (1) - 헝가리 (16) - 아이슬란드 (4) - 인도 (3) - 이란 (4) - 아일랜드 (7) - 이스라엘 (3) - 이탈리아 (109) - 자메이카 (1) - 일본 (94) - 카자흐스탄 (38) \| - 조선민주주의인민공화국 (2) - 대한민국 (46) - 키르기스스탄 (2) - 라트비아 (59) - 레바논 (3) - 리히텐슈타인 (7) - 리투아니아 (8) - 마케도니아 공화국 (3) - 멕시코 (1) - 몰도바 (7) - 모나코 (3) - 몽골 (2) - 몬테네그로 (1) - 모로코 (1) - 네팔 (1) - 네덜란드 (34) - 뉴질랜드 (16) - 노르웨이 (99) - 파키스탄 (1) - 페루 (3) \| - 폴란드 (50) - 포르투갈 (1) - 루마니아 (29) - 러시아 (177) - 산마리노 (1) - 세네갈 (1) - 세르비아 (10) - 슬로바키아 (73) - 슬로베니아 (50) - 남아프리카 공화국 (2) - 스페인 (18) - 스웨덴 (106) - 스위스 (146) - 중화 타이베이 (1) - 타지키스탄 (1) - 튀르키예 (5) - 우크라이나 (47) - 미국 (215) - 우즈베키스탄 (3) \| | | | |
| - 알바니아 (1) - 알제리 (1) - 안도라 (6) - 아르헨티나 (7) - 아르메니아 (4) - 오스트레일리아 (40) - 아제르바이잔 (2) - 벨라루스 (51) - 벨기에 (8) - 버뮤다 (1) - 보스니아 헤르체고비나 (5) - 브라질 (5) - 캐나다 (206) (개최국) - 칠레 (3) - 중화인민공화국 (90) - 콜롬비아 (1) - 크로아티아 (19) - 키프로스 (2) - 체코 (92) - 덴마크 (18) | - 에스토니아 (30) - 에티오피아 (1) - 핀란드 (95) - 프랑스 (108) - 조지아 (8) - 독일 (153) - 가나 (1) - 영국 (52) - 그리스 (7) - 홍콩 (1) - 헝가리 (16) - 아이슬란드 (4) - 인도 (3) - 이란 (4) - 아일랜드 (7) - 이스라엘 (3) - 이탈리아 (109) - 자메이카 (1) - 일본 (94) - 카자흐스탄 (38) | - 조선민주주의인민공화국 (2) - 대한민국 (46) - 키르기스스탄 (2) - 라트비아 (59) - 레바논 (3) - 리히텐슈타인 (7) - 리투아니아 (8) - 마케도니아 공화국 (3) - 멕시코 (1) - 몰도바 (7) - 모나코 (3) - 몽골 (2) - 몬테네그로 (1) - 모로코 (1) - 네팔 (1) - 네덜란드 (34) - 뉴질랜드 (16) - 노르웨이 (99) - 파키스탄 (1) - 페루 (3) | - 폴란드 (50) - 포르투갈 (1) - 루마니아 (29) - 러시아 (177) - 산마리노 (1) - 세네갈 (1) - 세르비아 (10) - 슬로바키아 (73) - 슬로베니아 (50) - 남아프리카 공화국 (2) - 스페인 (18) - 스웨덴 (106) - 스위스 (146) - 중화 타이베이 (1) - 타지키스탄 (1) - 튀르키예 (5) - 우크라이나 (47) - 미국 (215) - 우즈베키스탄 (3) |

### 정식 종목
86개의 세부 종목이 이번 올림픽의 정식 종목으로 확정되었다.
- 빙상종목: 봅슬레이, 루지, 스켈레톤, 아이스하키, 피겨스케이팅, 스피드 스케이팅, 쇼트트랙, 컬링
- 알파인 종목: 알파인 스키
- 스키 종목: 프리스타일 스키
- 스노우보드 종목: 스노우보드
- 노르딕 종목: 바이애슬론, 크로스컨트리, 스키점프, 노르딕 복합

| - 노르딕 복합 (3) - 루지 (3) - 바이애슬론 (10) - 봅슬레이 (3) | - 쇼트트랙 (8) - 스노보드 (6) - 스켈레톤 (2) - 스키점프 (3) | - 스피드 스케이팅 (12) - 아이스하키 (2) - 알파인 스키 (10) - 컬링 (2) | - 크로스컨트리 스키 (12) - 프리스타일 스키 (6) - 피겨스케이팅 (4) |

개막식과 폐막식, 빙상 경기 종목은 밴쿠버와 인근 리치먼드에서 열렸다. 노르딕 경기 종목은 휘슬러 서쪽의 캘러한벨리에서 열린다. 모든 알파인스키경기는 휘슬러산(크릭사이드)에서 열리며 썰매 경기 종목(봅슬레이, 루지, 스켈레톤)은 블랙콤산에서 경기가 열린다. 사이프레스 산(웨스트밴쿠버의 사이프레스 공원에 위치.)에서는 프리스타일 스키 경기(에어리얼, 모굴, 스키크로스)와 스노우보드 경기(하프파이프, 평행대회전, 스노우보드 크로스)가 열린다.
또한 이번 대회 아이스하키 경기는 국제규격-200 ft × 98.5 ft (61 m × 30 m)- 대신에 NHL규격-200 ft × 85 ft (61 m × 26 m)-의 경기장에서 진행된다. 아이스하키경기는 NHL리그 팀인 밴쿠버 캐넉스(Vancouver Canucks)의 홈구장인 제너럴 모터스 플레이스(General Motors Place)에서 열린다. 이로 인해 100만 캐나다 달러의 예산 절감 효과를 볼 수 있었으며, 35,000명 이상의 관객이 모여들것으로 예상된다.
정식종목 편입을 희망했던 종목들도 다수 있었으나, 추가된 것은 몇 개 되지 않는다. 2006년 11월 28일에 쿠웨이트에서 IOC상임이사회를 열고 스키크로스를 정식종목에 포함시키는것에 대한 투표를 했다. VANOC는 그 후에 이 종목을 정식종목으로 인정했다.
정식종목으로 채택되지 않은 종목은 아래와 같다.
- 바이애슬론 혼합 계주
- 컬링 혼합 복식
- 팀 알파인스키
- 팀 봅슬레이
- 팀 스켈레톤
- 팀 루지
- 여자 스키점프

그 중에서도 여자 스키점프를 정식 종목으로 추가하는 것이 가장 논란이 되었다. 여자 스키점프에 대한 논란은 2009년 4월 21일 ~ 24일 사이에 밴쿠버에 위치한 브리티시 컬럼비아 주 대법원에서 열린 공판에서 불허 판결이 나오고 그 해 7월 10일, 2010년 동계 올림픽 이후로도 정식 종목으로 포함될 수 없다는 결정이 나온 후 더욱 커졌다. 이에 따라 여자 스키 점프의 올림픽 정식 종목 채택에 대해 찬성하는 사람들은 러시아의 소치에서 열리는 2014년 동계 올림픽에서 정식 종목으로 추가될 수 있도록 노력하고 있다. 이 판결에 대한 불만을 완화하기 위해 VANOC에서는 캐나다 전국의 여성들을 휘슬러 올림픽 공원에서 열리는(2009년 1월에 열리는 대륙간 컵 포함)것에 초대했다.

### 일정
다음의 2010년 동계 올림픽 일정표에서 파란색상자는 당일 치르는 예선경기를 나타낸다. 노란색상자는 그 스포츠의 순위결정전이 당일날 펼쳐진다는것을 나타낸다. 이 상자들 안에 찍혀있는 점은 결승전을 나타내며 점의 개수가 그 종목의 세부경기의 순위결정전의 개수를 나타낸다.
| • | 개회식 |  | 예선경기 | • | 순위결정전 |  | 갈라쇼 | • | 폐회식 |

| 2월             | 12 금 | 13 토 | 14 일 | 15 월 | 16 화 | 17 수 | 18 목 | 19 금 | 20 토 | 21 일 | 22 월 | 23 화 | 24 수 | 25 목 | 26 금 | 27 토 | 28 일 | 금메달 수 |
| --------------- | ----- | ----- | ----- | ----- | ----- | ----- | ----- | ----- | ----- | ----- | ----- | ----- | ----- | ----- | ----- | ----- | ----- | --------- |
| 알파인 스키     |       |       |       | •     |       | •     | •     | •     | •     | •     |       | •     |       | •     | •     | •     |       | 10        |
| 바이애슬론      |       | •     | •     |       | •     |       | •     |       |       | •     |       | •     |       |       | •     |       |       | 10        |
| 봅슬레이        |       |       |       |       |       |       |       |       |       | •     |       |       | •     |       |       | •     |       | 3         |
| 크로스컨트리    |       |       |       | •     |       | •     |       | •     | •     |       | •     |       | •     | •     |       | •     | •     | 12        |
| 컬링            |       |       |       |       |       |       |       |       |       |       |       |       |       |       | •     | •     |       | 2         |
| 피겨 스케이팅   |       |       |       | •     |       |       | •     |       |       |       | •     |       |       | •     |       |       |       | 4         |
| 프리스타일 스키 |       | •     | •     |       |       |       |       |       |       | •     |       | •     | •     | •     |       |       |       | 6         |
| 아이스하키      |       |       |       |       |       |       |       |       |       |       |       |       |       | •     |       |       | •     | 2         |
| 루지            |       |       | •     |       | •     | •     |       |       |       |       |       |       |       |       |       |       |       | 3         |
| 노르딕 복합     |       |       | •     |       |       |       |       |       |       |       |       | •     |       | •     |       |       |       | 3         |
| 쇼트트랙        |       | •     |       |       |       | •     |       |       | •     |       |       |       | •     |       | •     |       |       | 8         |
| 스켈레톤        |       |       |       |       |       |       |       | •     |       |       |       |       |       |       |       |       |       | 2         |
| 스키 점프       |       | •     |       |       |       |       |       |       | •     |       | •     |       |       |       |       |       |       | 3         |
| 스노보드        |       |       |       | •     | •     | •     | •     |       |       |       |       |       |       |       | •     | •     |       | 6         |
| 스피드 스케이팅 |       | •     | •     | •     | •     | •     | •     |       | •     | •     |       | •     | •     |       |       | •     |       | 12        |
| 총 금메달 수    |       | 6     | 6     | 5     | 6     | 7     | 5     | 4     | 6     | 6     | 4     | 4     | 6     | 5     | 7     | 7     | 2     | 86        |
| 행사            | •     |       |       |       |       |       |       |       |       |       |       |       |       |       |       |       | •     | •         |
| 2월             | 12 금 | 13 토 | 14 일 | 15 월 | 16 화 | 17 수 | 18 목 | 19 금 | 20 토 | 21 일 | 22 월 | 23 화 | 24 수 | 25 목 | 26 금 | 27 토 | 28 일 | 28 일     |

### 메달 집계
다음은 금-은-동 순으로 상위 10개국의 메달 집계를 표시한 것이다.
| 순위 | 국가                 | 금메달 | 은메달 | 동메달 | 합계 |
| ---- | -------------------- | ------ | ------ | ------ | ---- |
| 1    | 캐나다 (CAN)         | 14     | 7      | 5      | 26   |
| 2    | 독일 (GER)           | 10     | 13     | 7      | 30   |
| 3    | 미국 (USA)           | 9      | 15     | 13     | 37   |
| 4    | 노르웨이 (NOR)       | 9      | 8      | 6      | 23   |
| 5    | 대한민국 (KOR)       | 6      | 6      | 2      | 14   |
| 6    | 스위스 (SUI)         | 6      |        | 3      | 9    |
| 7    | 중화인민공화국 (CHN) | 5      | 2      | 4      | 11   |
| 7    | 스웨덴 (SWE)         | 5      | 2      | 4      | 11   |
| 9    | 오스트리아 (AUT)     | 4      | 6      | 6      | 16   |
| 10   | 네덜란드 (NED)       | 4      | 1      | 3      | 8    |

## 사건 및 사고

### 노다르 쿠마리타슈빌리의 죽음

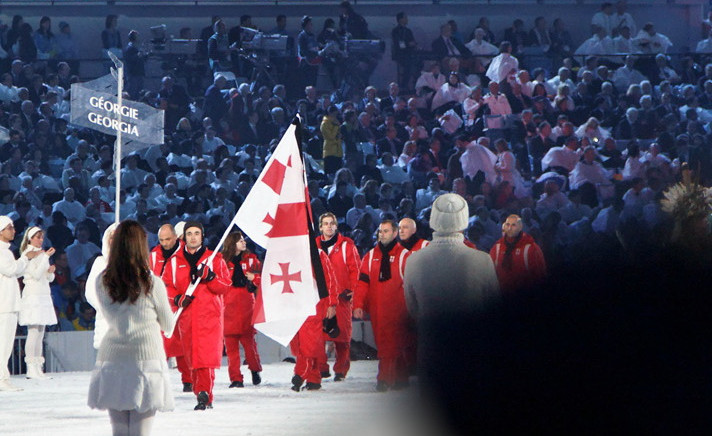
개막식 당시 국기에 검은 리본을 매고 입장하고 있는 조지아 선수단

개막식이 시작하기 몇 시간전에 조지아의 루지 선수인 노다르 쿠마리타슈빌리가 훈련 도중 썰매에서 튕겨나가 철기둥에 부딪혀 사망했다. 국제 루지 연맹은 사고 후에 긴급 회합을 열었으며 이 날 다른 선수들의 모든 훈련은 취소되었다.
이 사고로 인해 밴쿠버 올림픽 개막식 때 조지아 국기를 향해 노다르 쿠마리타슈빌리 선수에 대한 묵념의식이 있었으며, 개회사 때도 그의 명복을 빈다는 대목이 포함되었다. 또 1972년 검은 9월단 테러 사건으로 이스라엘 선수단이 사망한 참사 사건이 일어난 뮌헨 올림픽 이후 38년 만에 올림픽기가 조기로 내려졌으며 캐나다의 국기도 함께 조기로 게양되었다.

## 논란

### SBS올림픽 독점 중계
한편 대한민국 내 방송사로는 유일하게 SBS에서 단독으로 밴쿠버 올림픽 개·폐회식 및 경기 등을 생중계하였다. SBS를 제외한 나머지 지상파 방송사들은 아예 밴쿠버 현지에 취재진 등을 파견하거나 올림픽에 관한 방송을 하지 않기로 방침을 정했으나, 시청자들의 항의로 SBS에서 제공한 2분분량의 영상으로 관련보도를 하는데 합의하였다. SBS는 IOC와의 올림픽 중계 독점계약 절차에 따라 향후 2012년 영국 런던과 2016년 브라질 리우데자네이루에서 개최되는 하계 올림픽과 2014년 러시아 소치에서 열리는 동계 올림픽에서도 올림픽 단독중계를 하게 될 예정이었다. 이에 KBS와 MBC 등 방송사들이 방송통신위원회에 공동 중계요청을 제안했으나 SBS측이 IOC와의 독점계약상에 위반된다는 이유로 이를 거부하여 결국 SBS 단독으로 올림픽 중계를 하게 되었다. 그러나 방송통신위원회의 징계로 SBS가 과징금을 물게 되어 2012년 영국 런던과 2016년 브라질 리우데자네이루에서 개최되는 하계 올림픽과 2014년 러시아 소치에서 열리는 동계 올림픽부터 독점중계를 깨고 지상파 3사가 공동 중계하게 되었다. 한편 SBS는 올림픽 생중계 도중 스피드 스케이팅 중계 때 대한민국의 박도영 선수를 소개하는 자막에서 태극기와 대한민국(KOR)이 아닌 일본의 일장기와 일본(JPN) 국적으로 오표기를 하여 논란을 일으키기도 했다. 이에 SBS 게시판에는 항의의 글들이 쇄도했으며 SBS는 이에 대해 공식적으로 사과와 해명을 하였다.
2월 24일 스피드 스케이팅 10000m 경기에서 스벤 크라머르 선수가 주로교차를 하지 않아 실격처리된 사실을 끝까지 확인하지 못한, 비전문적인 SBS의 해설과 제갈성렬 해설위원이 이승훈 선수의 금메달 소식을 전하면서 "우리 주님께서 허락하셨다."고 말해 누리꾼들과 불교계가 항의하는 등 논란이 일었다. 제갈성렬은 해명을 하였으나 변명이라는 비난을 받았고, 결국 사과하며 올림픽 기간 중 해설진에서 하차하였다.

### CNN,로이터통신의 오표기
2010년 동계 올림픽에서 대한민국 선수단이 22일 당시 총 메달 9개로 5위를 였음에도 CNN이 올림픽 특집 홈페이지에 대한민국이 메달을 한 개도 따지 못한 것으로 오보를 내보냈다. CNN은 인터넷에 밴쿠버 특집 을 마련하고 세계 지도 그래픽에 해당 국가가 획득한 메달 수에 따라 색깔을 달리하여 표시했다.(붉은색 계통) 그런데 22일 오후 현재 모두 9개의 메달을 따낸 대한민국은 메달을 하나도 못 땄음을 뜻하는 회색으로 그려져 있었다.
한편 영국 로이터 통신도 이날 현재 웹사이트에서 대한민국 봅슬레이 선수단의 연습사진을 공개하면서 사진 설명에 '조선민주주의인민공화국 선수'로 보도한 후, 이를 뒤늦게 시정하였다. 이 사진기사가 미국 야후 사이트로도 퍼져나갔다.

## 같이 보기
- 2010년 동계 패럴림픽